# Puntioplites
Puntioplites es un género de peces de la familia Cyprinidae y de la orden de los Cypriniformes.

## Especies
- Puntioplites bulu (Bleeker, 1851)
- Puntioplites falcifer H. M. Smith, 1929
- Puntioplites proctozystron (Bleeker, 1865)
- Puntioplites waandersi (Bleeker, 1858-59)

- Datos: Q3760707
- Multimedia: Puntioplites / Q3760707
- Especies: Puntioplites